# Lucija Barevac
Lucija Barevac (18. st. ), hrvatska kršćanska mučenica iz BiH.

## Životopis
Župnik iz Jajca, fra Ljudevit Ivačić, svjedoči kako je 1719. godine 
vodio obred katoličkog vjenčanja na kojem je mladenka bila Lucija Barevac.
Zbog njezine ljepote Turci su je oteli i dali u muslimansku kuću s namjerom da je poturče. Dotadašnji mladoženja, župnik i šestorica katolika poslani su u zatvor.
Naredna četiri dana je proživljavala velike muke, zlostavljanja i maltretiranja, ali svejedno nije htjela pomijeniti vjeru. Zbog toga su je Turci na kraju poslali u Travnik. U Travniku je bila poslana u pašin harem. Nakon što su uvidjeli da se neće poturčiti, nakon 72 dana, puštena je na slobodu.

## Počasti
- U zagrebačkoj katedrali prikazan je njezin lik na predoltarniku s ostalim hrvatskim mučenicima.[3]
- Djelo fra Ljudevita Ivačića u njezinu čast „In sexu fragili victoria“ (Venecija, 1723.).[4]

### Knjige
- Batinić, Mijo Vjenceslav. 1887. Djelovanje franjevaca u Bosni i Hercegovini za prvih šest viekova njihova boravka. Tisak Dioničke tiskare. Zagreb.

### Članci
- Draganović, Krunoslav. 2012. Katolička Crkva u otomanskoj Bosni u XIX. stoljeću. Vrhbosnensia. Katolički bogoslovni fakultet Univerziteta u Sarajevu. Sarajevo.  (1): 143–201
- Jakić, Marija. 2021. Fakcija i fikcija u umenoj prozi. Split

### Mrežna sjedišta
- Unutrašnjost katedrale. www.katedrala.hr. Pristupljeno 25. lipnja 2023.